# National Liberation Party
Die  National Liberation Party (NLP) war eine kurzlebige radikale Partei im westafrikanischen Staat Gambia.

## Geschichte
Die Partei wurde vom Rechtsanwalt Pap Cheyassin Secka im Oktober 1975 im Vorfeld der Parlamentswahlen 1977 gegründet. Es wurde aber versäumt eine Allianz mit der wichtigsten Oppositionspartei, der National Convention Party (NCP), einzugehen. Trotz der Aufstellung gemeinsamer Kandidaten mit der schwachen United Party (UP) in sechs Wahlkreisen hatten die Kandidaten der NLP keinen Erfolg. Während des Wahlkampfes kam der Organisator Alassan Touray in Jokadu bei einem Autounfall ums Leben.
Secka, der bereits in seinem Wahlkreis Sabach-Sanjal besiegt war, erlebte eine zweite Niederlage, als für den Wahlkreis Banjul Central eine Nachwahl nach dem Tode des UP-Kandidaten durchgeführt wurde.
Nach dieser doppelten Niederlage löste Secka 1980 die Partei auf und knüpfte Verbindungen zur Gambian Socialist Revolutionary Party (GSRP).

## Wahlergebnisse
| \| Wahlergebnisse \| Wahlergebnisse \| Wahlergebnisse \| Wahlergebnisse \| Wahlergebnisse \| \| Wahl \| Jahr \| Stimmenanzahl \| Stimmenanteil \| Sitze oder Präsidentschaftskandidat \| \| -------------- \| -------------- \| -------------- \| -------------- \| ----------------------------------- \| \| Parlament \| 1977 \| 226 \| 0,1 % \| 0 von 35 \| | Stimmanteile (in %) 8% 6% 4% 2% 0% 77 |               |               |                                     |
| Wahlergebnisse |                                       |               |               |                                     |
| Wahl | Jahr                                  | Stimmenanzahl | Stimmenanteil | Sitze oder Präsidentschaftskandidat |
| Parlament | 1977                                  | 226           | 0,1 %         | 0 von 35                            |